# Fujiyoshi Karin
Fujiyoshi Karin (tiếng Nhật: 藤吉夏鈴 - Fujiyoshi Karin; Hán Việt: Đằng Kỳ Hạ Linh; sinh ngày 29 tháng 8 năm 2001) là một nữ ca sĩ thần tượng, vũ công, diễn viên và người mẫu thời trang người Nhật Bản. Cô gia nhập ngành giải trí vào năm 2018 và được biết đến là một thành viên của nhóm nhạc nữ nổi tiếng Sakurazaka46. Công ty chủ quản của cô là Seed & Flower.

## Tiểu sử
Fujiyoshi sinh ngày 29 tháng 8 năm 2001 tại tỉnh Osaka, Nhật Bản.
Cô có chiều cao 1,65 m và nhóm máu của cô là nhóm A.

## Sự nghiệp
Vào ngày 20 tháng 8 năm 2018, Fujiyoshi đã vượt qua buổi thử giọng "Sakamichi Joint New Member Recruitment Audition", là buổi tuyển chọn thành viên thế hệ mới cho nhóm; bài hát của cô tại buổi thử giọng là Our Mistake của Morita Doji. Ngày 4 tháng 12 cùng năm, cô được tuyên bố chính thức là thành viên thế hệ thứ hai của nhóm Keyakizaka46.
Ngày 8 tháng 9 năm 2019, cô được chọn lần đầu tiên vào thành viên dàn Senbatsu cho đĩa đơn thứ chín của Keyakizaka46, mặc dù việc phát hành đĩa đơn này cuối cùng đã bị hủy bỏ.
Vào ngày 29 tháng 2 năm 2020, cô ấy đã ra mắt sàn diễn với tư cách người mẫu tại buổi trình diễn thời trang "30th Mynavi Tokyo Girls Collection 2020 SPRING/SUMMER". Ngày 14 tháng 10, nhóm nhạc của cô đổi tên thành nhóm Sakurazaka46 như hiện tại. Ngày 9 tháng 12 cùng năm, đĩa đơn đầu tiên của cô với tư cách là thành viên Senbatsu đã được phát hành, mang tiêu đề "Nobody's fault".
Fujiyoshi cũng được chọn cho đĩa đơn thứ hai "BAN" phát hành vào ngày 14 tháng 4 năm 2021 và là center cho các bài hát đã thu âm "Guuzen no Kotae" và "Microscope".
Ngày 17 tháng 2 năm 2022, cô được chọn cho trang bìa tạp chí solo đầu tiên của mình cho "Weekly Shonen Champion". Cô cũng bắt đầu tham gia diễn xuất với vai diễn trong loạt tạp kỹ "Tōkyō de azatoku ganbatte nani ga warui no?" (東京であざとく頑張って何が悪いの?) được chiếu từ ngày 5 tháng 6 đến ngày 25 tháng 9 trên kênh truyền hình TV Asahi.

## Đời tư
Sở thích thường ngày của Fujiyoshi là ghé thăm các cửa hàng quần áo theo kiểu cổ điển; đồ uống yêu thích của cô là trà bong bóng.
Fujiyoshi có thể chơi saxophone. Ngoài việc tham gia ban nhạc kèn đồng khi còn là học sinh, cô ấy cũng là một vũ công tài năng.
Cô học cùng trường cao trung với thành viên trong nhóm là Takemoto Yui.
Cả bản thân Fujiyoshi và những người xung quanh cô đều thừa nhận rằng cô ấy có một mái tóc ngộ nghĩnh, và cô hay bị người hâm mộ và các thành viên khác trêu chọc vì điều đó.

## Danh sách đĩa nhạc với Sakurazaka46

### Ca khúc A-Sides
- Nobody's fault (Sakura Eight)
- BAN (Sakura Eight)
- Nagaredama
- Samidare yo (Sakura Eight)
- Sakurazuki (Sakura Eight)

### Ca khúc B-Sides
| - Naze Koi wo Shite Konakattan darou? (Nobody's fault) (Center) - Hanshinhangi (Nobody's fault) - Plastic regret (Nobody's fault) (Center) - Saishuu no Chikatetsu ni Notte (Nobody's fault) - Buddies (Nobody's fault) - Blue moon kiss (Nobody's fault) - Guuzen no Kotae (BAN) (Center) - Sore ga Ai Nano ne (BAN) - Kimi to Boku to Sentakumono (BAN) - Microscope (BAN) (Center) | - Omotta Yori mo Sabishikunai (BAN) - Sakurazaka no Uta (BAN) - Sonia (Nagaredama) - Jamaica Beer (Nagaredama) - Utsukushiki Nervous (Nagaredama) - Boku no Dilemma (Samidare yo) - Danzetsu (Samidare yo) - Shakan Kyori (Samidare yo) - Koi ga Zetsumetsu Suru Hi (Samidare yo) |

### Đĩa đơn khác
- Dare ga Sono Kane wo Narasu no ka?